# Max Tishler
Max Tishler (* 30. Oktober 1906 in Boston, Massachusetts; † 18. März 1989 in Middletown, Connecticut) war ein US-amerikanischer Pharmakologe.
Tishler stammte aus armen Verhältnissen; sein Vater war Schuster. Die Erfahrung der katastrophalen Grippeepidemie von 1918 motivierten ihn, sich der Medikamentenentwicklung zu widmen und er studierte Chemie an der Tufts University mit dem Bachelor-Abschluss magna cum laude 1928. 1934 wurde er an der Harvard University in Organischer Chemie bei Elmer P. Kohler promoviert. Danach lehrte er in Harvard, bevor er 1937 zu Merck Sharpe & Dohme (MSD) ging. Er wurde Leiter der Merck Sharpe and Dohme Research Laboratories. 1970 ging er bei MSD in den Ruhestand  und unterrichtete an der Wesleyan University. 1975 wurde er dort Professor Emeritus, blieb aber an der Universität aktiv bis 1987.
In den 1940er Jahren entwickelte er einen Syntheseprozess für Cortison bei MSD (an dem Lewis Hastings Sarett wesentlich beteiligt war), der den Weg zur Massenproduktion öffnete. Er war auch an der Entwicklung von Herstellungsverfahren für Vitamin B2 (Riboflavin), C, B6, B12, D, K, E, für Antibiotika (Penicillin, Streptomycin, Sulfachinoxalin) bei MSD beteiligt. Im Zweiten Weltkrieg leitete er die Massenproduktion von Penicillin bei MSD. Er ist Ko-Autor der ersten Synthese von Cortisol und der ersten Isolierung von Actinomycin D. Unter seiner Leitung entstanden auch Impfstoffe gegen Masern, Mumps und Tierseuchen und Medikamente gegen Bluthochdruck und Herzkrankheiten und Antidepressiva.
Max Tishler hielt rund 100 Patente. Er erhielt die Priestley-Medaille, die National Medal of Science und die IRI Medal. 1953 wurde er in die National Academy of Sciences, 1965 in die American Academy of Arts and Sciences gewählt.